# Siciliano (cavallo)
Il cavallo siciliano indigeno è quell'equino autoctono presente in Sicilia da tempo immemorabile ma di cui si sono persi riscontri ufficiali e per i quali sono stati recentemente avviati "progetti di recupero, tutela e di ricerca" in ambito istituzionale regionale con una sperimentazione preliminare che l'I.S.Z.S. (Istituto sperimentale zootecnico per la Sicilia) di Palermo ha avviato da circa un biennio. Questo lavoro preliminare impostato sin dal 2004 ma svolto dal 2005 al 2007 è stato fatto dall'Istituto Sperimentale Zootecnico per la Sicilia il quale ha stipulato una convenzione con l'A.R.A.C.S.I (Associazione regionale cavallo siciliano indigeno) e il G.E.S. (Gruppo equestre siciliano) con sede a Corleone, al fine di poter rendere fattibile e concreta la realizzazione e l'avvio del progetto regionale denominato "Studio e caratterizzazione della popolazione equina insulare riconducibile al gruppo etnico del cavallo siciliano indigeno" il cui autore è l'equinista Tiziano Bedonni.
L'Istituto sperimentale zootecnico per la Sicilia, ha provveduto a verificare preventivamente e "a campione" sul territorio siciliano la fattibilità del progetto.
L'entusiasmo degli sperimentatori e la risposta del territorio ha permesso di ottenere soddisfacenti risultati che fanno ben sperare sul recupero della Razza.
I punti guida principali del progetto di recupero in atto in Sicilia sono pochi ma chiari, precisi, essenziali. Alcuni possono essere così sintetizzati:
1. Nessun soggetto potrà essere classificato come "cavallo siciliano" sino a quando non sarà raggiunta la terza generazione certificata nell'ambito del progetto in atto e la costituzione del Libro di Razza;
2. Il cavallo siciliano può nascere solo in Sicilia (nessun'altra razza italiana prevede un simile requisito per essere definita tale);
3. I puledri devono essere imprintati alla nascita e resi immediatamente confidenti in termini etologici ed ammansiti ed in seguito addestrati unicamente secondo i dettami e le tecniche dell'equitazione naturale etologica italiana;
4. Non saranno mai ferrati ma unicamente pareggiati secondo natura e nel rispetto del "decalogo del piede scalzo";
5. Non subiranno castrazione;
6. Sono previste rassegne annuali con prove di modello e anche di "confidenza" sin dall'età di 8-9 mesi post-svezzamento. Queste rassegne rappresentano per metodo e svolgimento una assoluta novità tecnica e funzionale, in ambito nazionale ed internazionale;
7. Alla nascita i puledri saranno monitorati, fotografati e rilevati su apposite schede di rilevamento morfologico-lineare e ponderale. Si tratta di parecchie misure articolate e complesse. Un procedimento unico ed anche questo innovativo, poiché saranno ripetute ogni sei mesi su tutti i soggetti del progetto e sino al compimento del quarto o quinto anno di età. Sarà questa l'unica razza europea esistente monitorata totalmente dal suo esordio;
8. Al termine del progetto di ricerca ed al raggiungimento della terza generazione documentabile sarà istituito il registro ed il Libro genealogico di razza.

Da notare che il cavallo siciliano viene usato dal Reggimento carabinieri a cavallo, cosa che ne conferma il valore come cavallo da cavalleria militare.
Dal 2009 è nato il portale web dedicato interamente al cavallo siciliano maggiori informazioni su: .

## Area di allevamento
Val Demone (Nebrodi), Val di Mazzara (Madonie e Palermo), Agrigento, Val di Noto (Siracusa e Ragusa) e Militello in Val di Catania (Tenuta Ambelia).

## Caratteristiche morfologiche
- Altezza alla spalla: stalloni 155–160 cm; giumente 153–158 cm.
- Circonferenza toracica: stalloni 178–185 cm; giumente 175–187 cm.
- Stinco: 18–21 cm.